# Consejo Nacional de Administración
El Consejo Nacional de Administración fue el órgano del gobierno de Uruguay el cual gobernó junto al Presidente de la República entre 1919 y 1933. 

## Características

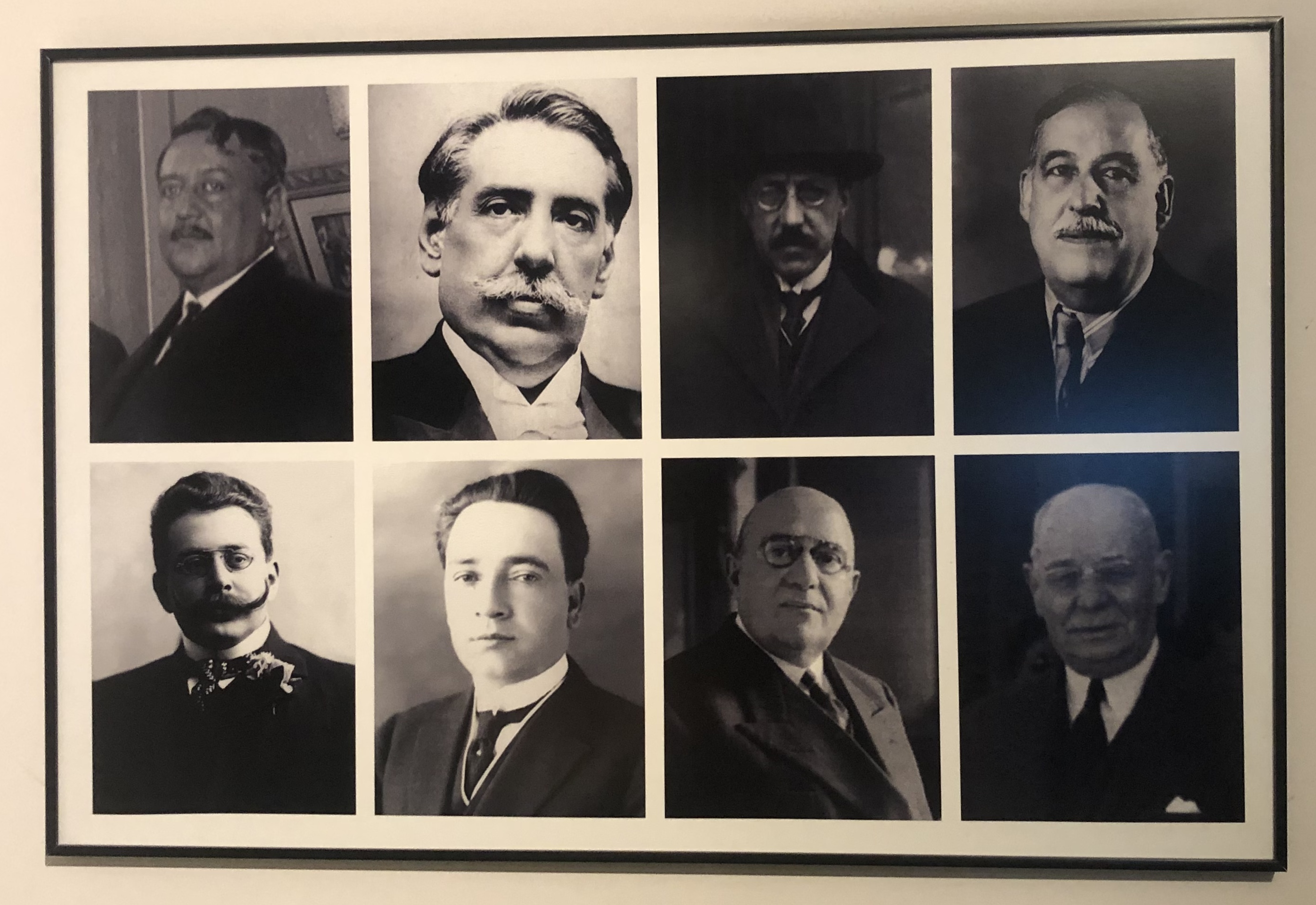
Todos los presidentes del Consejo Nacional de Administración (1919-1933). De izquierda superior a derecha inferior: Feliciano Viera (1919-1921), José Batlle y Ordóñez (1921-1923 y 1927 a 1928), Julio María Sosa (1923-1925), Luis Alberto de Herrera (1925-1927), Luis Caviglia (1927-1928), Baltasar Brum (1929-1931), Juan Pedro Fabini (1931-1933) y Antonio Rubio Pérez (1933).

Según la Constitución de 1918 —aprobada por plebiscito el 25 de noviembre de 1917 y vigente desde 1919— el poder ejecutivo estaba integrado por el presidente de la República y el Consejo Nacional de Administración.
Fue creado gracias a la reforma constitucional propiciada por Baltasar Brum. Se trató de un acuerdo entre las dos grandes fuerzas políticas del país en dicha época, colorados y blancos. La reforma permitía que los blancos pudieran participar de las decisiones del gobierno ante el monopolio en la elección presidencial de los colorados. Sin embargo, José Batlle y Ordóñez era partidario de un ejecutivo íntegramente colegiado. La fórmula de compromiso, Presidente de la República y Consejo, significó una derrota a su idea original. Hay quienes afirman que tal reforma fue imponer un sistema semipresidencialista.[cita requerida]

### Integración
El Consejo se integraría por nueve integrantes electos popularmente por 6 años, renovados por terceras partes cada dos años, no pudiendo ser reelectos sin intermediar dos años entre la elección y el cese de su cargo. Por otra parte, el cargo de Presidente del Consejo correspondía al candidato del lema más votado en la elección bienal. Al Consejo Nacional de Administración le correspondía lo relativo a la Instrucción Pública, Obras Públicas, Trabajo, Industrias, Hacienda, Asistencia e Higiene y preparaba el presupuesto general de la Nación.
Mientras que el presidente de la República era electo de forma directa por el pueblo y su periodo de gobierno duraba cuatro años, los integrantes del Consejo Nacional de Administración duraban dos años en sus funciones, siendo electos en las  elecciones parciales directas que se efectuaban en noviembre de cada bienio, se realizaron en 1920, 1922, 1924, 1925, 1926, 1928, 1930 y 1932.
Fue disuelto, junto con la Asamblea General, el 31 de marzo de 1933 tras el golpe de Estado propiciado por el presidente de la República Gabriel Terra.

## Presidente del Consejo Nacional de Administración
El Presidente del Consejo Nacional de Gobierno correspondía al candidato del lema más votado en la elección nacional.
Sus funciones eran meramente administrativas y de gobierno, teniendo la gestión directa de los Ministerios de Instrucción Pública, Obras Públicas, Trabajo, Industrias, Hacienda, Asistencia e Higiene.
| Presidentes del Consejo Nacional de Administración | Presidentes del Consejo Nacional de Administración | Presidentes del Consejo Nacional de Administración | Presidentes del Consejo Nacional de Administración | Presidentes del Consejo Nacional de Administración | Presidentes del Consejo Nacional de Administración   | Presidentes del Consejo Nacional de Administración     |
| Titular                                            | Titular                                            | Titular                                            | Periodo                                            | Periodo                                            | Presidente de la República                           | Presidente de la República                             |
| Titular                                            | Titular                                            | Titular                                            | Inicio                                             | Fin                                                | Presidente de la República                           | Presidente de la República                             |
| -------------------------------------------------- | -------------------------------------------------- | -------------------------------------------------- | -------------------------------------------------- | -------------------------------------------------- | ---------------------------------------------------- | ------------------------------------------------------ |
|                                                    |                                                    | Feliciano Viera                                    | 1 de marzo de 1919                                 | 1 de marzo de 1921                                 |                                                      | Baltasar Brum 1 de marzo de 1919-1 de marzo de 1923    |
|                                                    | José Batlle y Ordóñez                              | 1 de marzo de 1921                                 | 1 de marzo de 1923                                 |                                                    |                                                      | Baltasar Brum 1 de marzo de 1919-1 de marzo de 1923    |
|                                                    | Julio María Sosa                                   | 1 de marzo de 1923                                 | 1 de marzo de 1925                                 |                                                    | José Serrato 1 de marzo de 1923-1 de marzo de 1927   |                                                        |
|                                                    |                                                    | Luis Alberto de Herrera                            | 1 de marzo de 1925                                 | 1 de marzo de 1927                                 | José Serrato 1 de marzo de 1923-1 de marzo de 1927   |                                                        |
|                                                    |                                                    | José Batlle y Ordóñez                              | 1 de marzo de 1927                                 | 16 de febrero de 1928                              |                                                      | Juan Campisteguy 1 de marzo de 1927-1 de marzo de 1931 |
|                                                    | Luis Caviglia                                      | 16 de febrero de 1928                              | 1 de marzo de 1929                                 |                                                    |                                                      | Juan Campisteguy 1 de marzo de 1927-1 de marzo de 1931 |
|                                                    | Baltasar Brum                                      | 1 de marzo de 1929                                 | 1 de marzo de 1931                                 |                                                    |                                                      | Juan Campisteguy 1 de marzo de 1927-1 de marzo de 1931 |
|                                                    | Juan Pedro Fabini                                  | 1 de marzo de 1931                                 | 1 de marzo de 1933                                 |                                                    | Gabriel Terra 1 de marzo de 1931-11 de junio de 1938 |                                                        |
|                                                    | Antonio Rubio Pérez                                | 1 de marzo de 1933                                 | 31 de marzo de 1933 Golpe de Estado                |                                                    | Gabriel Terra 1 de marzo de 1931-11 de junio de 1938 |                                                        |

## Miembros del Consejo Nacional de Administración
La primera integración del Consejo fue por elección indirecta de la Asamblea General, contando con seis colorados y tres blancos.
- 1919-1921: Feliciano Viera (presidente), Ricardo Areco, Pedro Cosio, Domingo Arena, Francisco Soca, Santiago Rivas, Alfredo Vásquez Acevedo, Martín C. Martínez y Carlos A. Berro[1]
- 1921: ingresa José Batlle y Ordóñez (presidente), Carlos María Morales, Juan Campisteguy y Alfonso Lamas.
- 1923: ingresan Julio María Sosa (presidente), Atilio Narancio, Pedro Aramendía y Federico Fleurquin.
- 1925: ingresan Luis Alberto de Herrera (presidente), Martín C. Martínez, Gabriel Terra.
- 1927: ingresan José Batlle y Ordóñez (presidente), Luis C. Caviglia, Arturo Lussich.
- 1928: ingresan Baltasar Brum (presidente), Victoriano Martínez, Ismael Cortinas y Carlos María Sorín[2]
- 1930: ingresan Juan P. Fabini, Tomás Berreta y Alfredo García Morales.
- 1932: ingresan Antonio Rubio Pérez, Andrés Martínez Trueba y Gustavo Gallinal.